# Ricciardo Meacci
Ricciardo Meacci (Dolciano, 5 dicembre 1856 – Firenze, 15 gennaio 1938) è stato un pittore italiano.

## Biografia
Nato nel 1856 a Dolciano, frazione di Chiusi, in provincia di Siena, studiò all'Istituto di belle arti di Siena, dove fu allievo di Luigi Mussini, formandosi nell'ambito del purismo. Continuò a studiare pittura a Firenze, dove si era trasferito nel 1880, a Venezia e a Roma. A Firenze entrò in contatto con un gruppo di artisti inglesi che praticavano la pittura preraffaellita, restandone profondamente influenzato.
La maggior parte delle sue opere si trova in chiese e palazzi della Toscana.

## Opere
- La morte di Archimede, 1880, Siena, Società di esecutori di pie disposizioni
- Lia, 1882, Siena, Società di esecutori di pie disposizioni
- Santa Cecilia, 1882, Siena, oratorio di Santa Teresa
- La via buona e la via cattiva, 1884, Siena, Società di esecutori di pie disposizioni
- Allegorie, 1890, affreschi, Siena, Palazzo comunale
- Santi e profeti, 1890, affreschi, Siena, oratorio di Santa Teresa
- Isabella e il vaso di basilico, 1890, acquerello, collezione privata
- La consegna delle chiavi a san Pietro, 1892, trittico, Siena, chiesa di San Francesco
- La fontana d'Amore, 1921, acquerello, collezione privata
- Il matrimonio del duca e della duchessa di York, trittico, 1923, Londra, Buckingham Palace
- Gesù appare con la croce a san Pietro, 1933, Siena, Palazzo del Capitano